# Komunistyczna Partia Północnego Kalimantanu
Komunistyczna Partia Północnego Kalimantanu – założona 30 marca 1971 roku, komunistyczna partia polityczna, działająca w malezyjskim stanie Sarawak w północnej części wyspy Borneo. Ugrupowanie zrzeszało w dużej mierze etnicznych Chińczyków zamieszkujących Sarawak. Z tego też względu, partia utrzymywała bliskie relacje z Chińską Republiką Ludową.

## Powstanie w Sarawaku
Formacje zbrojne działające przy ugupowaniu (Armia Ludowa Kalimantanu Północnego\Pasukan Rakyat Kalimantan Utara oraz Partyzanckie Siły Ludowe Sarawaku/Pasukan Gerilya Rakyat Sarawak), brały aktywny udział w powstaniu. Partia sprzeciwiała się kolonializmowi brytyjskiemiu oraz przyłączeniu Sarawaku do nowo utworzonej Federacji Malezji.

## Zakończenie działalności
Partia zakończyła swoją działalność w 1990 roku, po podpisaniu porozumienia pokojowego (17 października 1990) pomiędzy siłami powstańczymi, a rządem stanowym.